# Gilbert Chapron
Gilbert Chapron, född 7 oktober 1933 i Blois i Loir-et-Cher, död 5 september 2016 i Blois, var en fransk boxare.
Chapron blev olympisk bronsmedaljör i mellanvikt i boxning vid sommarspelen 1956 i Melbourne.